# Тугайные соловьи
Тугайные соловьи (лат. Cercotrichas) — род воробьиных птиц из семейства мухоловковых.
Тугайные соловьи в основном африканские виды, обитающие в открытых лесах или кустарниковых зарослях, и гнездятся в кустах или на земле, но рыжехвостая славка также гнездится в южной Европе и на восток до Пакистана.

## Виды
В состав рода включают 10 видов:
- Cercotrichas barbata (Hartlaub et Finsch, 1870) — Бородатый тугайный соловей
- Cercotrichas coryphoeus (Vieillot, 1817) — Голосистый тугайный соловей
- Cercotrichas galactotes (Temminck, 1820) — Тугайный соловей, или рыжехвостая славка
- Cercotrichas hartlaubi (Reichenow, 1891) — Буроспинный тугайный соловей
- Cercotrichas leucophrys (Vieillot, 1817) — Белокрылый тугайный соловей
- Cercotrichas leucosticta (Sharpe, 1883) — Лесной тугайный соловей
- Cercotrichas paena (A.Smith, 1836) — Калахарский тугайный соловей
- Cercotrichas podobe (Statius Müller, 1776) — Черный тугайный соловей
- Cercotrichas quadrivirgata (Reichenow, 1879) — Белогорлый тугайный соловей
- Cercotrichas signata (Sundevall, 1850) — Натальский тугайный соловей